# Birgitte Raaberg

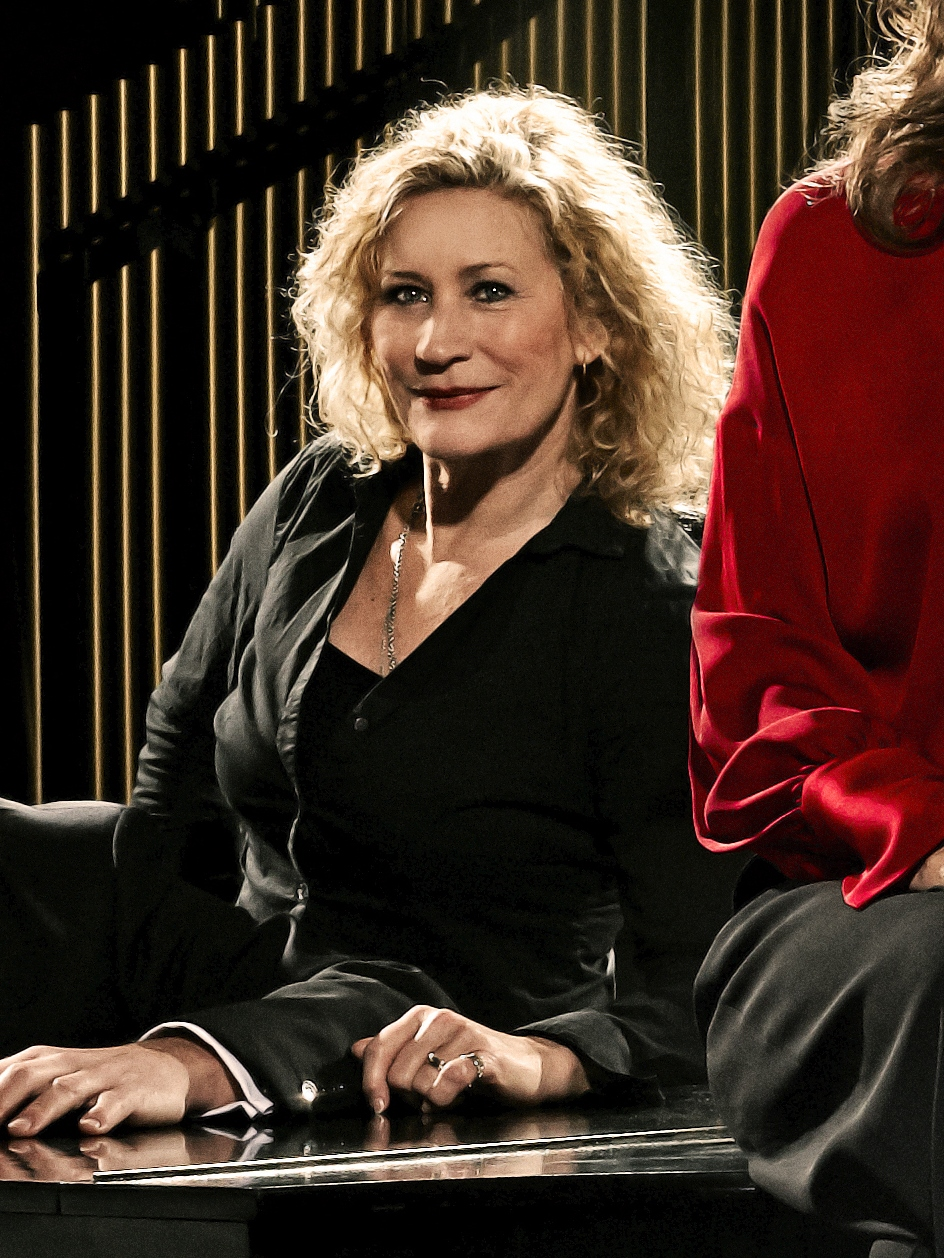
Birgitte Raaberg

Birgitte Raaberg (* 26. September 1954 in Frederiksberg) ist eine dänische Schauspielerin.

## Leben und Wirken
Birgitte Raaberg ist die Tochter des Maurermeisters Ingvor Raaberg († 1981) und seiner Frau Ruth Sørensen.
Sie absolvierte ihre Schauspielausbildung von 1978 bis 1981 an der Staatlichen Theaterschule in Kopenhagen. Ihr Bühnendebüt als Darstellerin hatte sie im Jahr 1981 am Aarhus Teater. Sie stand in zahlreichen Theaterstücken, Musicals und Varieté-Shows auf der Bühne, so auch am Odense Teater, am Betty-Nansen-Theater, am Nørrebro-Theater, am Det Ny-Theater oder am Königlichen Theater Kopenhagen.
Seit 1984 wirkte Raaberg in bislang mehr als 30 Film-und-Fernsehproduktionen als Schauspielerin mit. Ihre erste Rolle spielte sie in dem Film Kopenhagen - Mitten in der Nacht. Sie wurde bisher zweimal als Beste Nebendarstellerin mit dem Bodil ausgezeichnet. Sie ist zudem als Synchronsprecherin für Zeichentrickfilme und Animationsfilme tätig.
Birgitte Raaberg hat keine Kinder und ist seit 2007 in zweiter Ehe verheiratet.

## Filmografie
Filme
- 1984:  Kopenhagen – mitten in der Nacht (Midt om natten)
- 1996: Balladen om Holger Danske
- 1999: Klinkevals
- 2005: Rufmord (Dommeren)
- 2017: Kleiner Aladin und der Zauberteppich (Hodja fra Pjort)

Serien
- 1985: Klitgaarden
- 1990: Begær, lighed og broderskab
- 1994–1997: Hospital der Geister
- 1995–1996: Landsbyen
- 1996–2000: Madsen og co.
- 2001–2002: Hotellet
- 2007–2009: 2900 Happiness